# 군포 의왕 꿈의 학교
군포 의왕 꿈의 학교(Gunpo Uiwang Dream School)는 경기도 교육청과 경기도군포의왕교육지원청에서 운영하는 행사이다. 초, 중, 고학생들이 모두 참여할 수 있지만 행사에 따라 나이 제한이 있다.

## 참여 방법

### 학생이 찾아가는 꿈의 학교
학생이 찾아가는 꿈의 학교는 경기도 교육청이 일부 지원해 강사가 행사를 설립하여 학생들이 관심있는 종목으로 참여할 수 있다. 군포시와 의왕시에서는 학교에서 직접 안내하며, 그 외에도 따로 홈페이지에 들어가서 신청할 수 있다.

### 학생들이 만들어가는 꿈의 학교
학생이 제안을 해서 성립이 되면 따로 강사를 찾고 다른 학생들도 참여할 수 있다.